# Distretto di Ankazoabo
Il distretto di Ankazoabo è un distretto del Madagascar situato nella regione di Atsimo-Andrefana. Ha per capoluogo la città di Ankazoabo.
La popolazione del distretto è di 62 120 abitanti (censimento 2011).